# Теплицький Василь Пахомович
Васи́ль Пахо́мович Тепли́цький (1902 — 1993) — радянский український економіст, родом з села Абрамівки (нині Кіровоградської області), співробітник Інституту економіки АН УРСР (1937 — 38 — його керівник). Праці з історії народного господарства України та історії економічної думки в Україні. Автор монографії «Реформа 1861 р. і аґрарні відносини в Україні (60-90 роки XIX ст.)», 1959.
В роки репресій В. П. Теплицький був заарештований (1938), але по війні реабілітований